# جنگ فرانسه و هلند
جنگ فرانسه و هلند مجموعه وقایعی است که از ۱۶۷۲ تا ۱۶۷۸ میلادی به طول انجامید و به صلح نیمیخن انجامید.
در ماه مه ۱۶۷۲ میلادی لوئی چهاردهم با ۱۲۰ هزار سرباز که تحت فرماندهی تورن و شاهزاده کُنده بودند به میدان نبرد قدم نهاد. روز ۱۲ ژوئن معبر رن را در گدار تول هویس گرفت و چنین می‌پنداشت که دیگر سرزمین هلند زیر فرمان اوست اما با آنکه سه روز در آن کشور حکمروا بود، تصمیم دلیرانه هلندیها که لوئی چهاردهم نیز آن را تمجید کرده‌است، پیشرفت لشکر فرانسه را مانع شد.

## مقاومت هلندی‌ها
قسمت بزرگ مملکت هلند را که پائین‌تر از سطح دریاست سدها و بندابها در مقابل طغیان آب حفظ می‌کند. از روز ۱۵ ژوئن هلندی‌ها بندابها را گشودند، سدها را سوراخ کرده و برای نجات سرزمینشان مقاومت کردند. چنانچه ۴ روزه سرزمین هلند را آب فراگرفت و شهرها به جزیره‌هایی مبدل شد که جز با کشتی نمی‌توانستند نزدیک آن‌ها بروند و روز ۲۰ ژوئن لشکر فرانسه در کنار این اراضی متوقف شد. مدت حملات فرانسویان تنها ۸ روز به طول انجامید. با این وجود، هلندی‌ها درخواست صلح کردند ولی لوئی چهاردهم که تحت تأثیر لووا، وزیر جنگ، شده بود پیشنهادهای آنان را نپذیرفت. (۲۹ ژوئن) هلندیها در اوایل ماه ژوئیه کار دفاع از کشور را به گیوم اورانژ نهادند.

## ورود دیگر کشورها به جنگ
کم‌کم کشورهای اروپایی به دشمنی با لوئی چهاردهم برخاستند. در ماه ژوئیه امیر براندنبورگ-پروس جانب جمهوری هلند را گرفت. اسپانیا هم از ایشان پیروی کرد و در سال ۱۶۷۳ میلادی در شهر لاهه اتحاد بزرگی به وجود آمد. آنگاه لوئی چهاردهم متوجه اسپانیا شد و با آن کشور جنگید و در ۱۶۷۴ میلادی دوباره فرانش-کنته را گرفت. او سپس عزم نمود که هلند اسپانیا و لوکزامبورگ را قلعه به قلعه فتح کند و از ۱۶۷۴ تا ۱۶۷۸ میلادی، ووبان کار محاصره با موفقیت به پیش برد. در ۱۶۷۴ میلادی، آلمانی‌ها ناگهان آلزاس را گرفتند. تورن در جنگی که دو هفته طول کشید (ژانویه ۱۶۷۵) آنان را تا ماوراء رود رَن عقب راند و تابستان سال بعد آنجا عبور کرده و در ساسباش در ۲۷ ژوئیه ۱۶۷۵ در جنگی شبانه با اصابت گلوله کشته شد. با مرگش آلمانی‌ها دوباره حمله کردند ولی این بار شاهزاده کنده آلزاس را نجات داد.

## نبرد در دریا
در دریا نیز نبرد برقرار بود. دوکُن سه مرتبه هلندی‌ها را در آبهای سیسیل شکست داد و رئیسشان رویتر نزدیک سیراکوز در ۱۶۷۶ کشته شد.

## صلح نیمیخن
در ۱۶۷۸ میلادی صلح نیمیخن در شهری به همین نام بسته شد. فرانش-کنته و دوازده قلعه فلاندر از قبیل والان سی ین و موبوژ و کامبره را به لوئی چهاردهم تسلیم نمود. ووبان این قلعه‌ها را مستحکم کرد و مانند سپری حافظ و نگهبان شهر پاریس نمود.